# Lijst van rijksmonumenten in Brakel
De plaats Brakel telt 15 inschrijvingen in het rijksmonumentenregister. Hieronder een overzicht.
| Object | Oorspronkelijke functie?  | Bouwjaar                      | Architect       | Locatie                   | Coördinaten?                 | Nr.?   | Afbeelding                            |
| --- | ------------------------- | ----------------------------- | --------------- | ------------------------- | ---------------------------- | ------ | ------------------------------------- |
| Boerderij op T-vormige plattegrond | Boerderij                 | 17e eeuw                      |                 | Flegelstraat 1            | 51° 49' 9" NB, 5° 5' 42" OL  | 10065  | Meer afbeeldingen                     |
| Nederlands Hervormde Kerk | Kerk en kerkonderdeel     | 15e eeuw                      |                 | Marktplein 4              | 51° 49' 9" NB, 5° 5' 51" OL  | 10066  | Meer afbeeldingen                     |
| Toren | Kerk en kerkonderdeel     | 15e eeuw                      |                 | Marktplein bij 4          | 51° 49' 9" NB, 5° 5' 51" OL  | 10067  | Meer afbeeldingen                     |
| Pand onder zadeldak tussen puntgevels | Woonhuis                  | waarschijnlijk vroeg 19e eeuw |                 | Marktplein 6              | 51° 49' 9" NB, 5° 5' 54" OL  | 10068  | Pand onder zadeldak tussen puntgevels |
| Amerikaanse windmotor | Industrie- en poldermolen | 1920                          |                 | bij Nieuwendijk           | 51° 48' 21" NB, 5° 3' 27" OL | 523393 | Amerikaanse windmotor                 |
| Amerikaanse windmotor | Industrie- en poldermolen | 1920                          |                 | Munnikenlandse Waalkade   | 51° 48' 44" NB, 5° 2' 42" OL | 523394 | Amerikaanse windmotor                 |
| Amerikaanse windmotor | Industrie- en poldermolen | 1920                          |                 | kruising V. Heemstraweg   | 51° 47' 59" NB, 5° 3' 33" OL | 523395 | Amerikaanse windmotor                 |
| Historische buitenplaats Brakel complexnr. 528825 Onderdeel 1: Huis te Brakel                                                                     | Kasteel, buitenplaats     | 1768                          |                 | Dwarssteeg 4              | 51° 49' 1" NB, 5° 5' 57" OL  | 528826 | Meer afbeeldingen                     |
| Historische buitenplaats Brakel complexnr. 528825 Onderdeel 2: Landschapspark waarin opgenomen de ruïnes van het Slot te Brakel (zie onderdeel 4) | Tuin, park en plantsoen   | vroeg 19e eeuw                | H. van Lunteren | Bij Dwarssteeg bij 4      | 51° 49' 2" NB, 5° 5' 53" OL  | 528827 | Meer afbeeldingen                     |
| Historische buitenplaats Brakel complexnr. 528825 Onderdeel 3: Ommuurde moestuin op de omgrachte voorburcht van het middeleeuwse kasteel          | Tuin, park en plantsoen   | 1734 19e eeuw (poort+muur)    |                 | Bij Dwarssteeg bij 4      | 51° 49' 0" NB, 5° 5' 54" OL  | 528828 | Meer afbeeldingen                     |
| Historische buitenplaats Brakel complexnr. 528825 Onderdeel 4: Overblijfselen van het 15de-eeuwse Slot te Brakel                                  | Bijgebouwen kastelen enz. | 15e eeuw                      |                 | Bij Dwarssteeg bij 4      | 51° 48' 59" NB, 5° 5' 55" OL | 528829 | Meer afbeeldingen                     |
| Historische buitenplaats Brakel complexnr. 528825 Onderdeel 5: Het Spijker                                                                        | Bijgebouwen kastelen enz. | middeleeuwen                  |                 | Dreef 1                   | 51° 49' 8" NB, 5° 5' 49" OL  | 528830 | Meer afbeeldingen                     |
| Historische buitenplaats Brakel complexnr. 528825 Onderdeel 6: Bruggenhoofd van de Kerkbrug                                                       | Tuin, park en plantsoen   | voor 1616                     |                 | Bij Dreef 1               | 51° 49' 8" NB, 5° 5' 49" OL  | 528831 | Meer afbeeldingen                     |
| Historische buitenplaats Brakel complexnr. 528825 Onderdeel 7: Bakstenen brug met twee bogen over de omgrachting van 't Spijker                   | Tuin, park en plantsoen   | 1837                          |                 | Dreef bij 1               | 51° 49' 9" NB, 5° 5' 48" OL  | 528832 | Meer afbeeldingen                     |
| Nieuwe Hollandse Waterlinie Cluster 76 Batterij onder Brakel: Batterijaanleg en aardwerken                                                        | Fort, vesting en -onderdl | 1879-1884                     |                 | hoek Waaldijk/Nieuwendijk | 51° 48' 40" NB, 5° 3' 47" OL | 531919 | Meer afbeeldingen                     |
| Batterij onder Brakel: Bomvrij gebouw | Bomvrij militair object   | 1880                          |                 | hoek Waaldijk/Nieuwendijk | 51° 48' 40" NB, 5° 3' 45" OL | 531920 | Meer afbeeldingen                     |
| Nieuwe Hollandse Waterlinie Cluster 78 Bij Batterij onder Brakel: Schuilplaatsen type 1916/I                                                      | Bomvrij militair object   | 1916-1917                     |                 | Nieuwendijk               | 51° 48' 15" NB, 5° 3' 40" OL | 531933 | Meer afbeeldingen                     |
| Bij Batterij onder Brakel: Schuilplaatsen type 1916/II                                                                                            | Bomvrij militair object   | 1916-1917                     |                 | Nieuwendijk               | 51° 48' 42" NB, 5° 3' 40" OL | 531934 | Meer afbeeldingen                     |